# Alex l'ariete
Pour plus de détails, voir Fiche technique et Distribution.
Alex l'ariete est un film italien réalisé par Damiano Damiani, sorti en 2000.

## Synopsis
Alessandro Corso surnommé Alex l'ariete est un carabinier des forces spéciales qui a toujours été impeccable dans ses interventions mais lors d'une opération il provoque la mort d'un de ses camarades qu'il laisse seul en sauvant un enfant. Sa hiérarchie par punition le transfère dans une ville calme où il ne se passe jamais rien. D'un façon inattendue, il fait la rencontre d'une femme nommée Antavleva, menacée par la pègre, il doit la protéger et la conduire comme témoin à un procès...

## Fiche technique
- Titre : Alex l'ariete
- Réalisation : Damiano Damiani
- Scénario : Dardano Sacchetti
- Photographie : Alessandro Grossi
- Pays d'origine :  Italie
- Format : Couleurs - Stéréo
- Genre : Film policier
- Durée : 122 minutes (2 h 2)
- Date de sortie : 
  -  Italie : 21 juillet 2000

## Distribution
- Alberto Tomba : Alex Corso
- Michelle Hunziker : Antavleva Bottazzi
- Orso Maria Guerrini : Barra
- Corinne Cléry : Ernestina
- Massimo Poggio : Robbi
- Tullio Sorrentino : Terzo
- Tony Kendall : Commandant
- Ramona Badescu : Fabiana
- Giovanni Cianfriglia